# Matsudaira Tadanari
Matsudaira Tadanari (em japonês: 松平忠礼, 22 de julho de 1850 – 19 de março de 1895) foi o sétimo e último daimiô do domínio Ueda, na província de Shinano, Honshu, Japão (território que se situa ma atual prefeitura de Nagano). Ele também foi o nono chefe hereditário do clã Fujii-Matsudaira. Tadanari estudou na Universidade Rutgers, sendo introduzido na sociedade de honra da Phi Beta Kappa. Seu título de cortesia antes da revolução Meiji era Iga-no-kami, e sua classificação na corte era de classificação júnior, de grau baixo.

## Biografia
Matsudaira Tadanari foi o terceiro filho de Matsudaira Tadakata. Em 1858, ele se tornuo daimiô do domínio Ueda após o repentino falecimento do patriarca Tadakata. Devido à sua juventude, enfrentou várias dificuldades para manter o clã unido durante o tumultuado período de Bakumatsu. O domínio ficou do lado da causa imperial na Guerra de Boshin em 1868, e contribuiu com suas forças militares nas embates bélicos de Hokuetsu e Aizu, mas seu Kokudaka ainda foi reduzido pelo novo governo Meiji em três mil Koku. Em junho de 1869, ele foi nomeado governador imperial; no entanto, apenas dois meses depois enfrentou a séria revolta de um camponês que foi suprimida apenas com dificuldade em seu domínio.
No ano seguinte, Matsudaira Tadanari, junto com seu irmão mais novo, Matsudaira Tadaatsu, viajou para a América e frequentou a Universidade Rutgers, na qual se destacou em seus estudos sendo introduzido na sociedade de honra da Phi Beta Kappa. Ele voltou ao Japão em 1879. Em 1880, recebeu um cargo no Ministério das Relações Exteriores. Quatro anos depois, tornou-se um visconde (shisaku) sob o sistema de pares kazoku. Desde 1890, ele serviu como membro da Câmara dos Pares da Dieta do Japão. Ele morreu em 1895, aos 46 anos de idade. Sua posição na corte foi postumamente elevada à Terceira Posição.
A esposa de Matsudaira Tadanari era filha mais nova de Ōta Sukemoto, do domínio de Kakegawa. Após sua morte, ele se casou novamente com uma filha mais nova de Yamauchi Toshiyoshi, do domínio Tosa. Seu túmulo está no cemitério Yanaka, em Tóquio.